# Oluf Aabel Corneliussen
Oluf Aabel Corneliussen, född 25 augusti 1850 i Kristiania, död där 27 maj 1900, var en norsk mineralog.
Corneliussen blev student från Nissens skole 1868 och mineralogisk kandidat 1874 och genomgick följande vår den praktiska kursen vid Kongsbergs silververk. Sommaren 1871 anställdes han som amanuens vid universitetets mineralogiska kabinett och var från samma tidpunkt assistent vid Norges geologiske undersøkelse i södra delen av landet. Somrarna 1874 och 1875 bereste han som assistent vid Norges geologiske undersøkelse större delen av Nordland amt, anställdes 1876 som överstigare vid Kongsbergs silververk, var direktör vid Senjens nickelverk från 1881 till 1883, då han blev föreståndare för smälthyttan och tvätterierna vid Vigsnes kopparverk, där han från 1884 var direktör. Han var från 1882 medlem av Geologiska föreningen i Stockholm.